# Préverenges
Préverenges é uma comuna da Suíça, situada no distrito de Morges, no cantão de Vaud. Tem 1,84 km² de área e sua população em 2018 foi estimada em 5.287 habitantes.